# Нангіботид
Нангіботид (англ. Nangibotide) — експериментальний препарат, який є інгібітором рецептора лейкоцитів TREM1. Активація рецептора TREM-1 стимулює розвиток запалення. Нангіботид досліджується як засіб проти вираженого запального процесу, який зазвичай спостерігається при сепсисі.

## Хімічна спруктура
Нангіботид є 12-амінокислотним поліпептидом, який отимують з TREML1.

## Механізм дії
TREM1 є рецептором, який міститься на нейтрофілах, макрофагах і моноцитах, які є ключовими елементами імунної системи. Активація TREM1 призводить до експресії NF-κB, що сприяє розвиту системного запалення. Нангіботид інгібує TREM-1, тим самим запобігаючи активації запального процесу. Інгібування TREM1 призводить до значного зменшення запалення без погіршення здатності боротися з інфекцією.

## Тваринні моделі
Еквівалент нангіботиду в мишей LR17 покращує виживання мишей у мишачих моделях важкого сепсису. На моделі сепсису у свиней інший тваринний еквівалент нангіботиду LR12 призводив до значного покращення гемодинаміки та рідшого розвитку недостатності внутрішніх органів. На моделі сепсису в мавп аналог нангіботиду LR12 також зменшував прояви запалення та гіпотензії, які є наслідком розвитку сепсису.

## Дослідження на людях
У І фазі клінічних досліджень (здорові добровольці) та II фазі (хворі із септичним шоком) нангіботид продемонстрував безпечність при застосуванні. У дослідженні ASTONISH буде вивчатися клінічна ефективність нангіботиду у 450 хворих із септичним шоком.